# Cosmarium dentiferum
Cosmarium dentiferum  là một loài Song tinh tảo trong họ Desmidiaceae, thuộc chi Cosmarium.